# Didi, Marshallöarna
Didi är en ö i Marshallöarna.   Den ligger i kommunen Ebon, i den sydvästra delen av Marshallöarna, 400 km sydväst om huvudstaden Majuro. Arean är 0,11 kvadratkilometer.
Terrängen på Didi är platt. Öns högsta punkt är 11 meter över havet. 